# Mármore de Verona

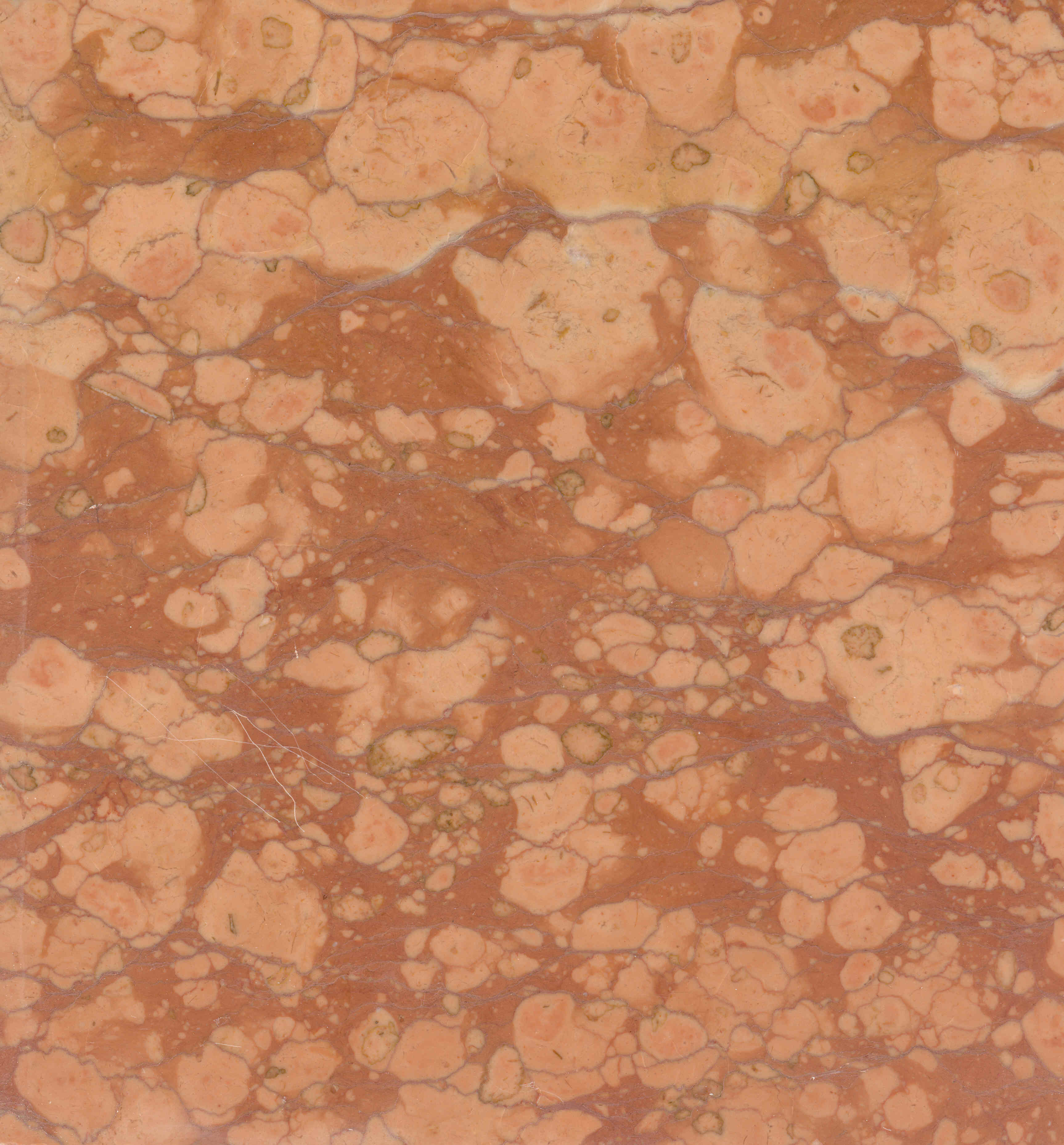
Rosso Verona

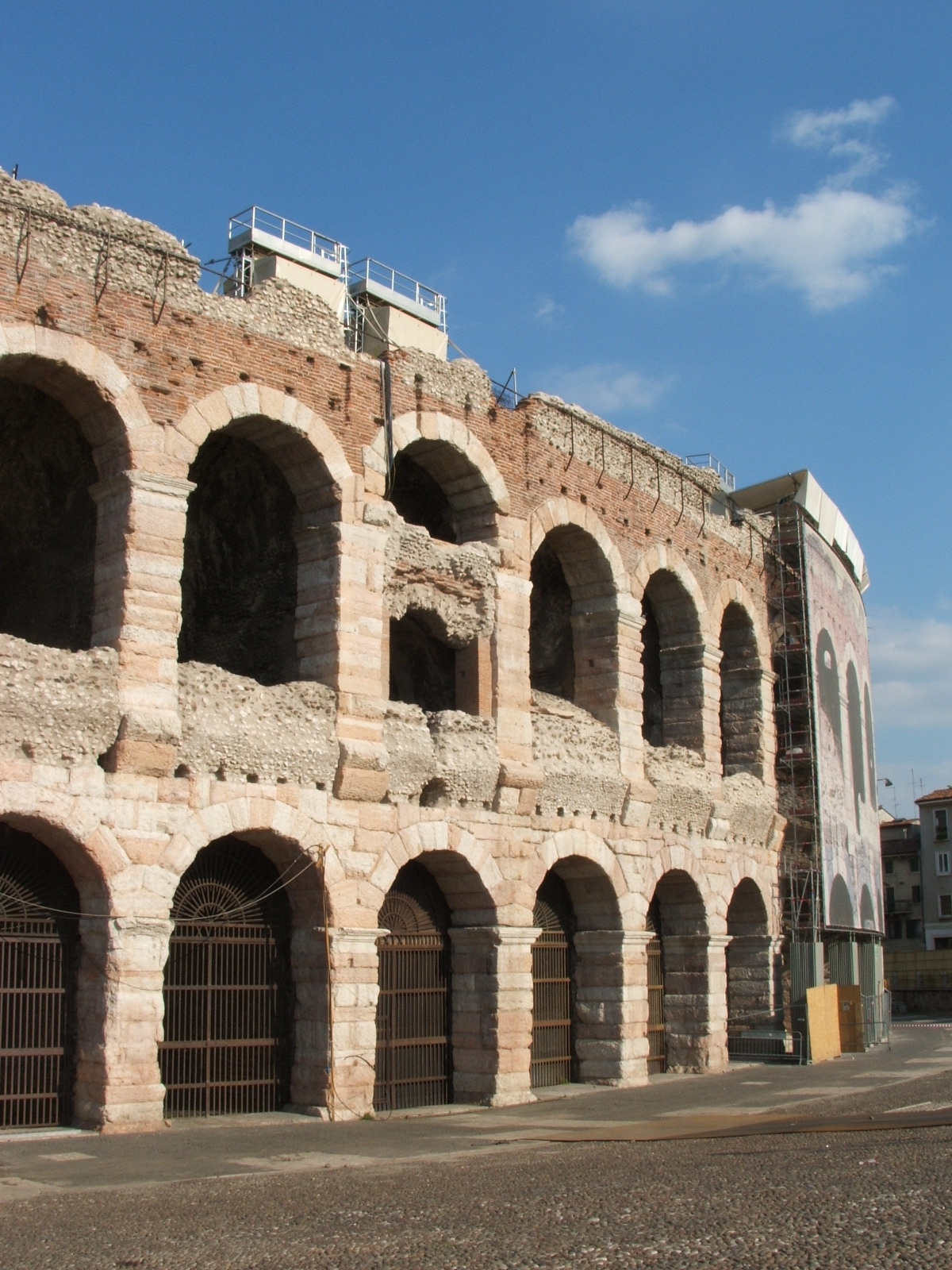
Arena de Verona

O mármore de Verona ou mármore de Santo Ambrósio (em italiano:  marmo di Sant'Ambrogio), com as suas variedades rosso ("vermelho" - por vezes identificado como "rosa") e giallo ou giallo reale ("amarelo" ou "amarelo real"), é uma variedade de mármore procedente das pedreiras de Lessinia, a noroeste da cidade italiana de Verona.
É una rocha calcária nodular que se pode polir. Contém fósseis de amonites e belemnites e apresenta-se geologicamente em estratos das formações denominadas Rosso Ammonitico Veronese ou Scaglia rossa.
Tem sido utilizado em escultura e arquitetura desde o século II. Além de Verona, foi muito usado em Veneza (San Marco, Santa Maria della Salute, San Salvatore) e outras cidades do norte da Itália, como Bergamo (Capella Colleoni), Parma (batistério), Cremona (catedral e batistério) e Bolonha (San Petronio), bem como na Áustria (Palácio Epstein e Haas-Haus em Viena) e Alemanha (as catedrais católica de Santa Edwiges e protestante de Berlim).

## Algumas obras com mármore de Verona

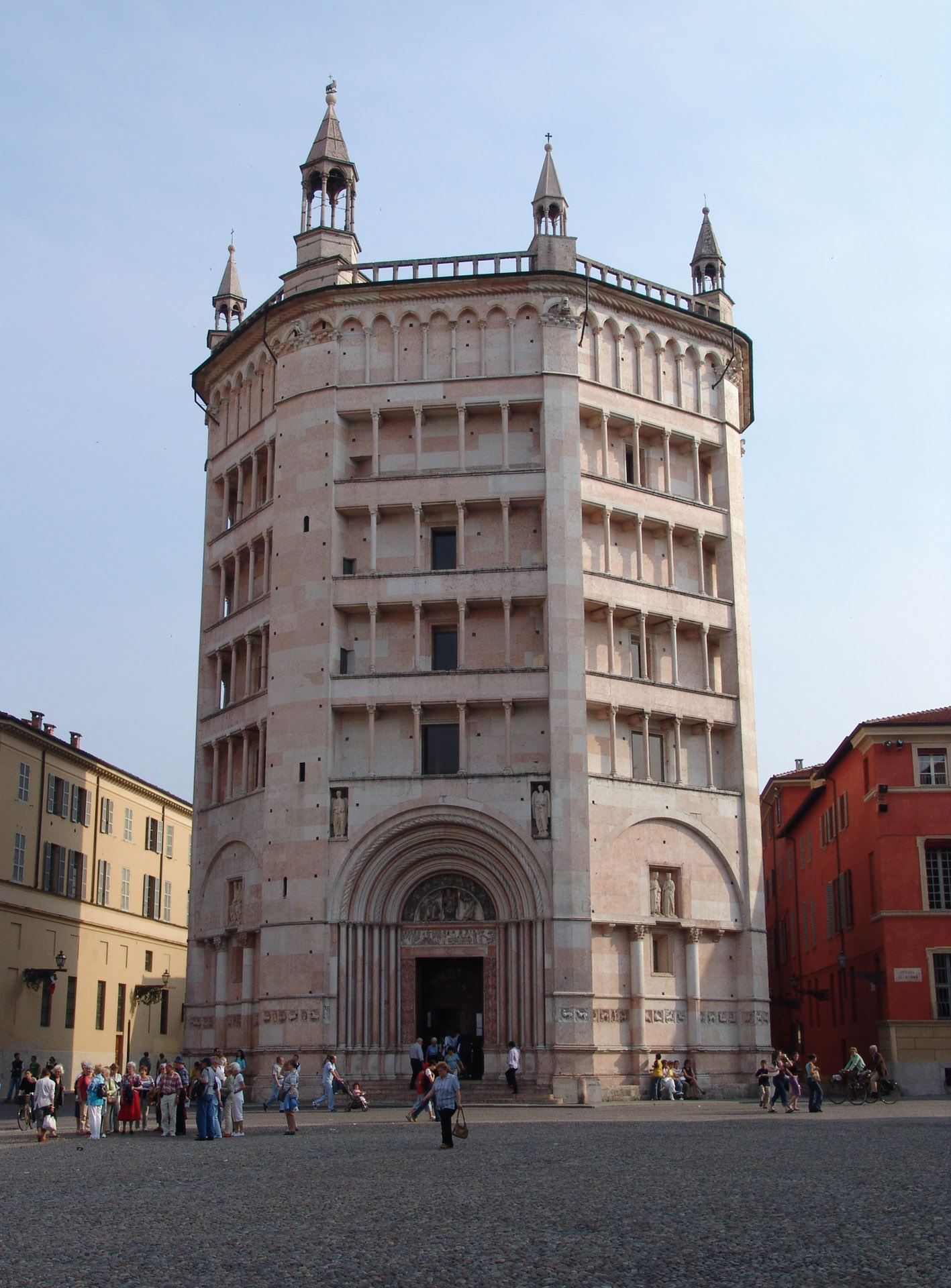
Batistério de Parma
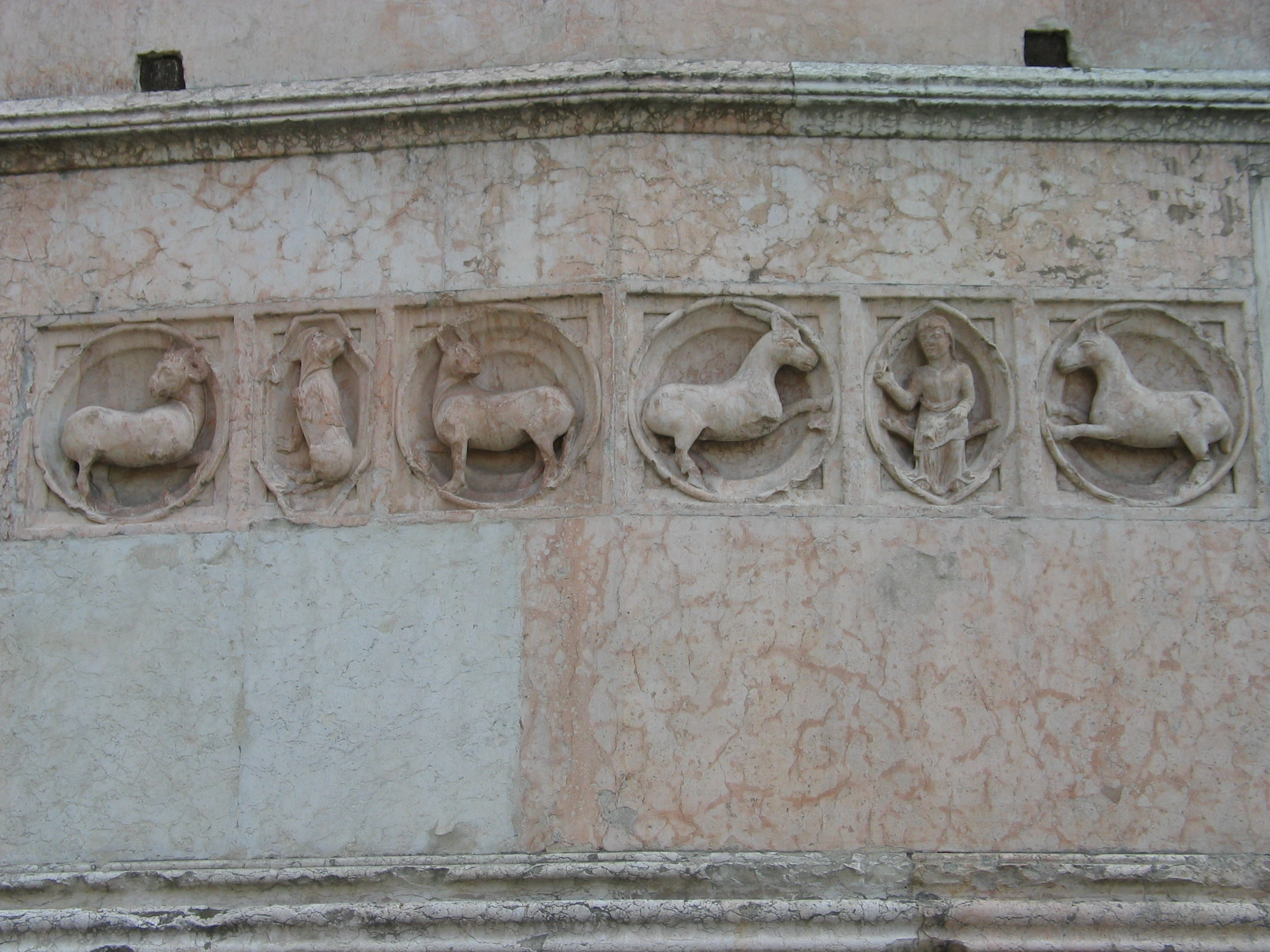
Pormenor do batistério de Parma
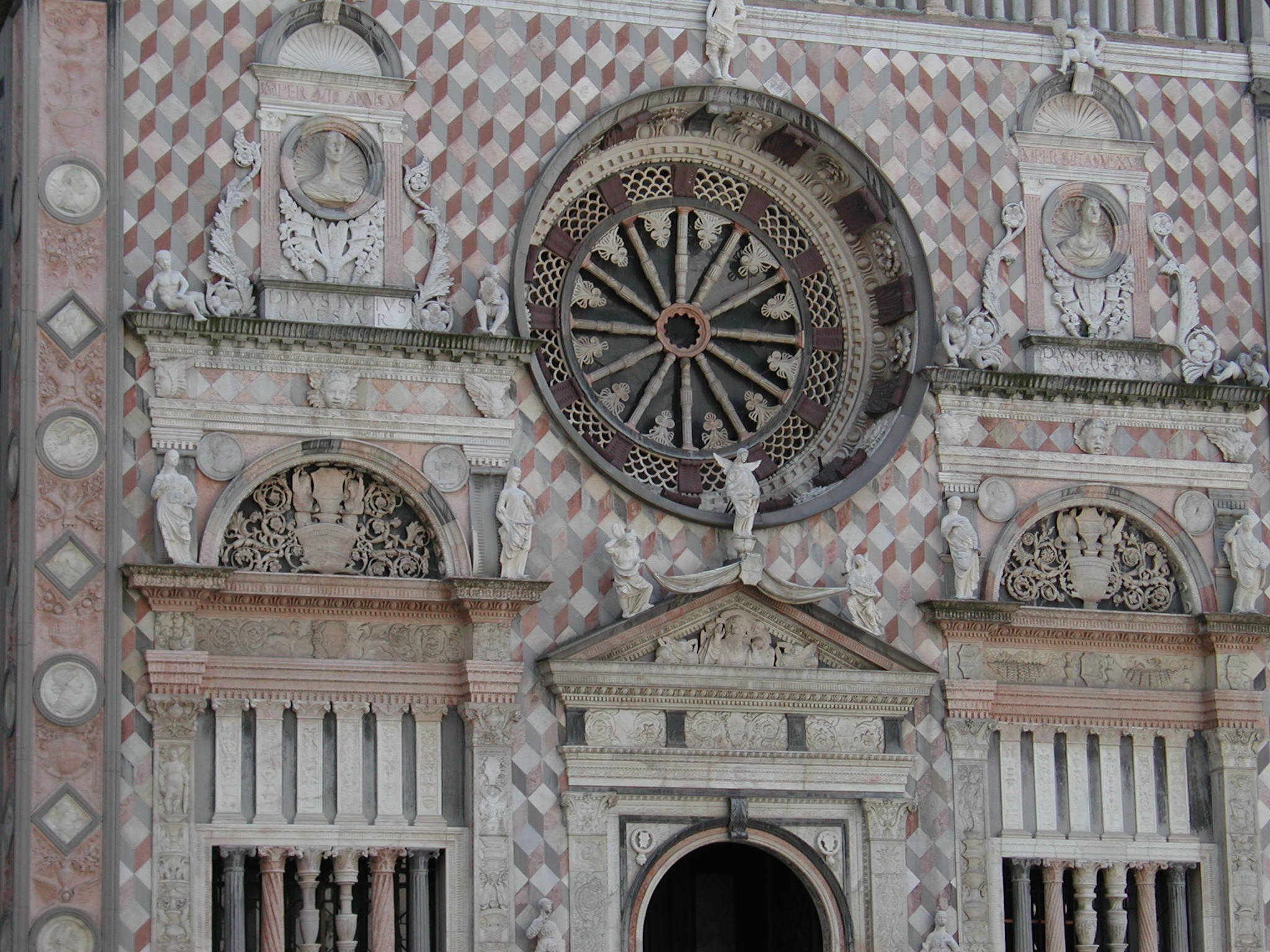
Pormenor da fachada da Capela Colleoni, Bergamo
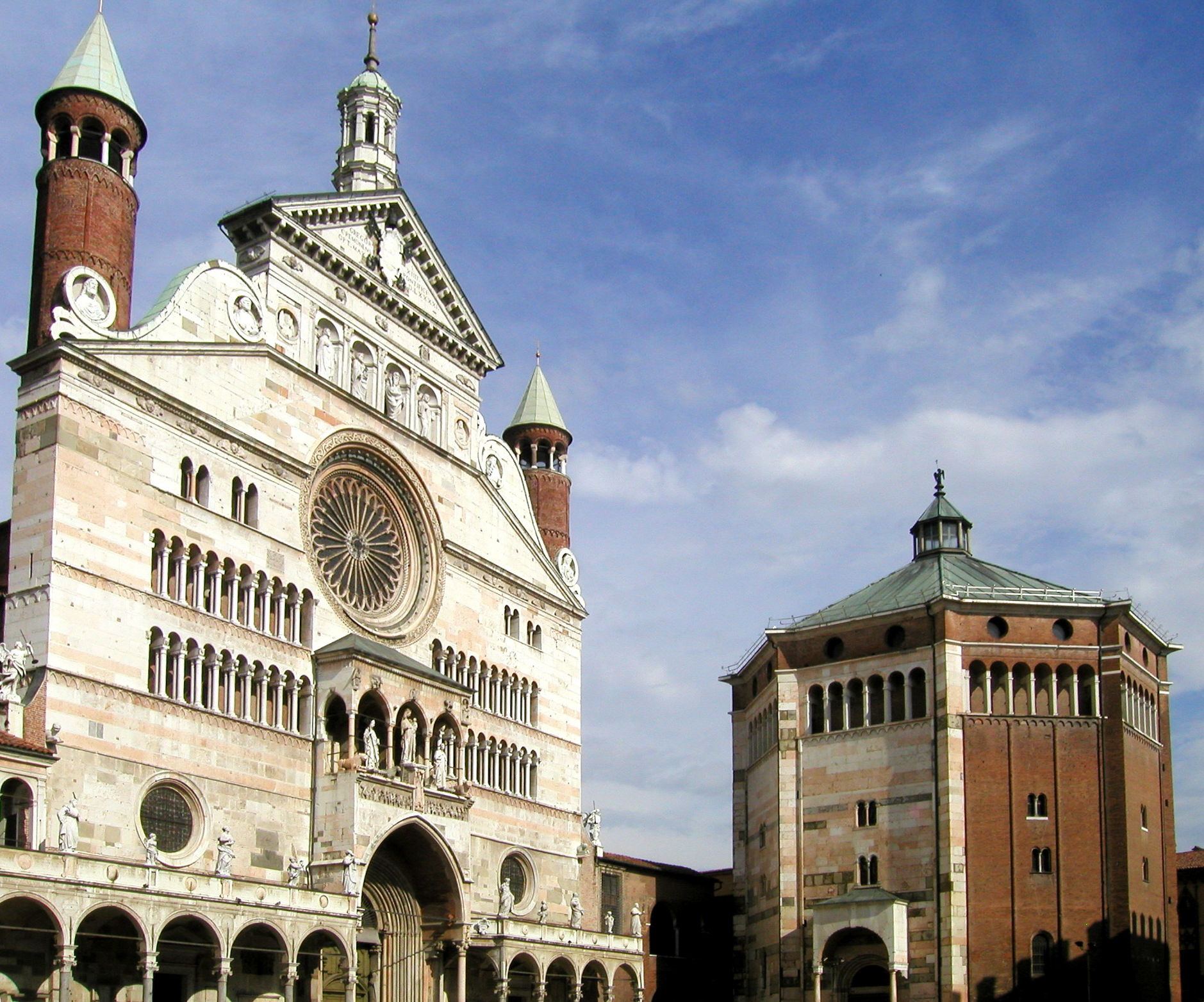
Batistério e catedral de Cremona

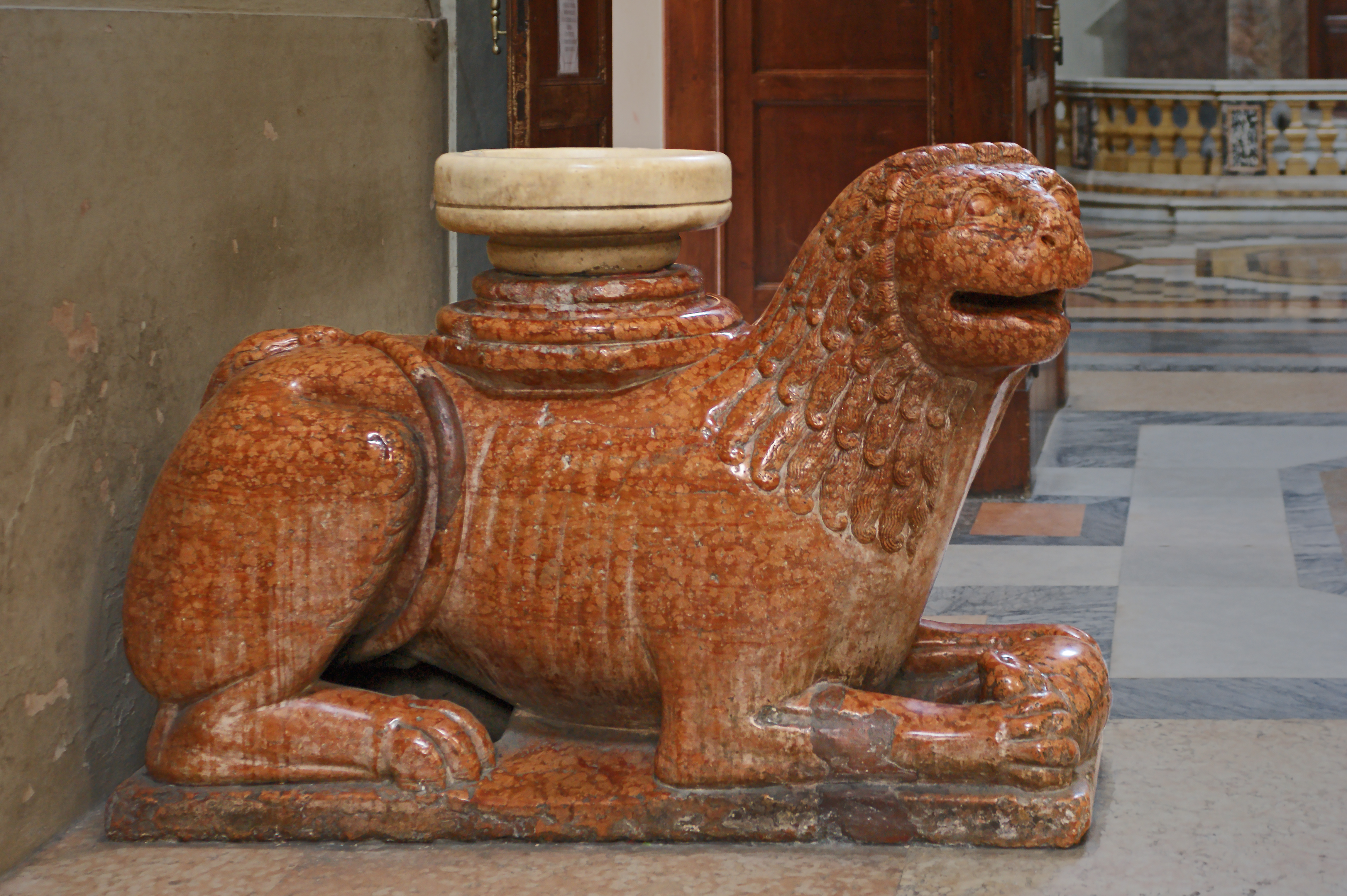
Leão estiloforo na catedral de Bolonha
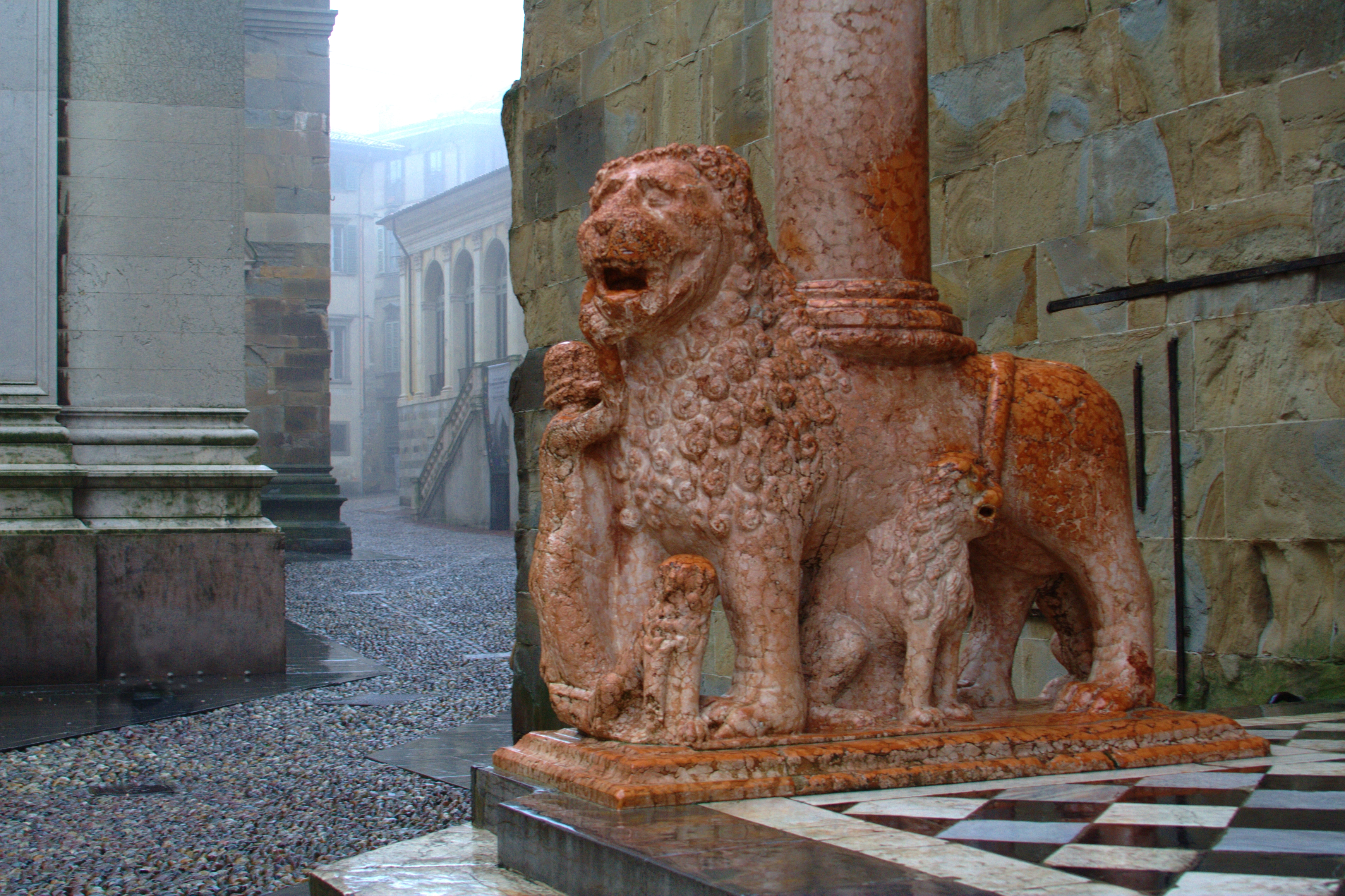
Leão estiloforo na catedral de Bérgamo
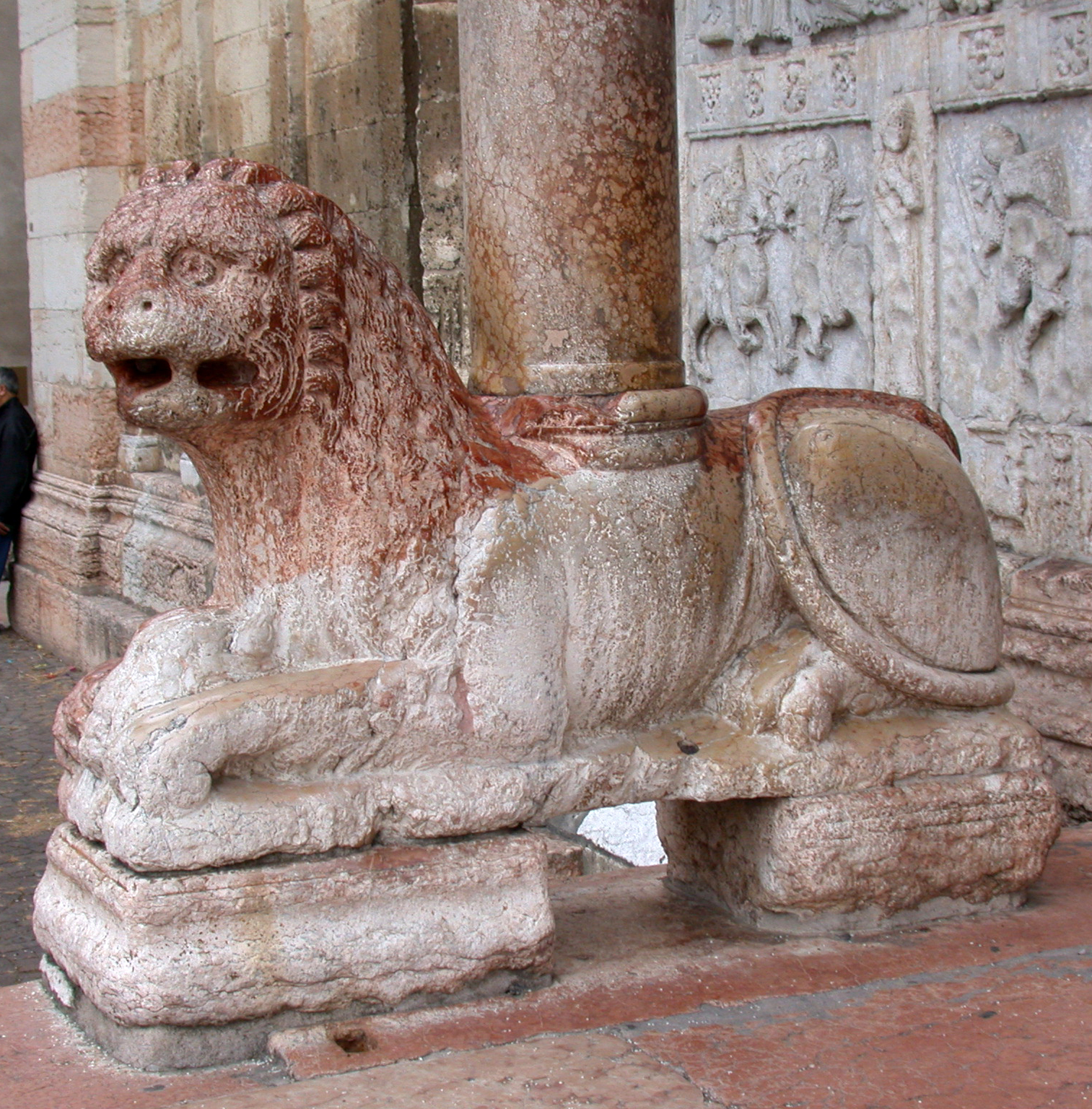
Basílica de São Zeno, Verona
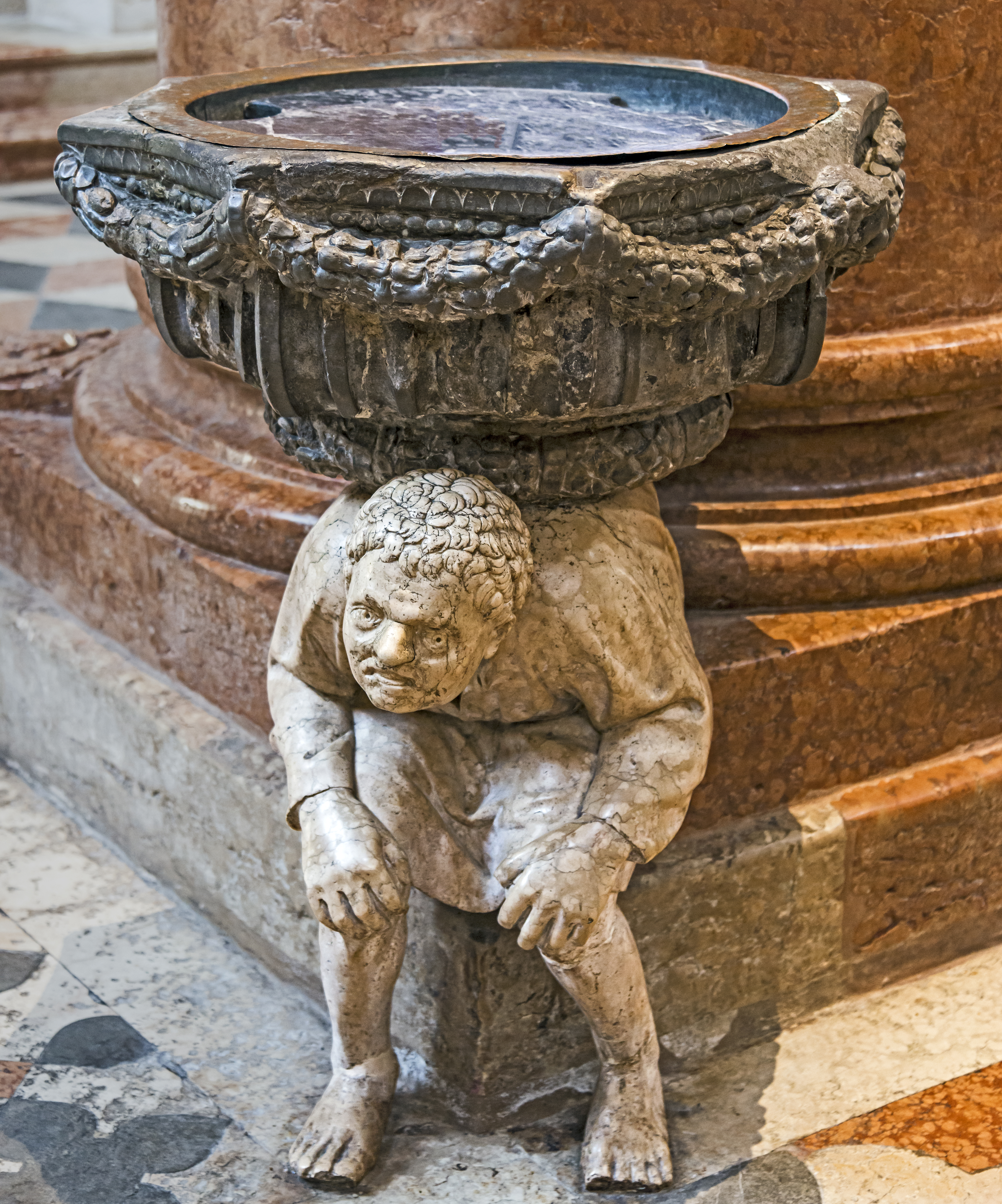
Escultura na igreja de Santa Anastásia (Verona)

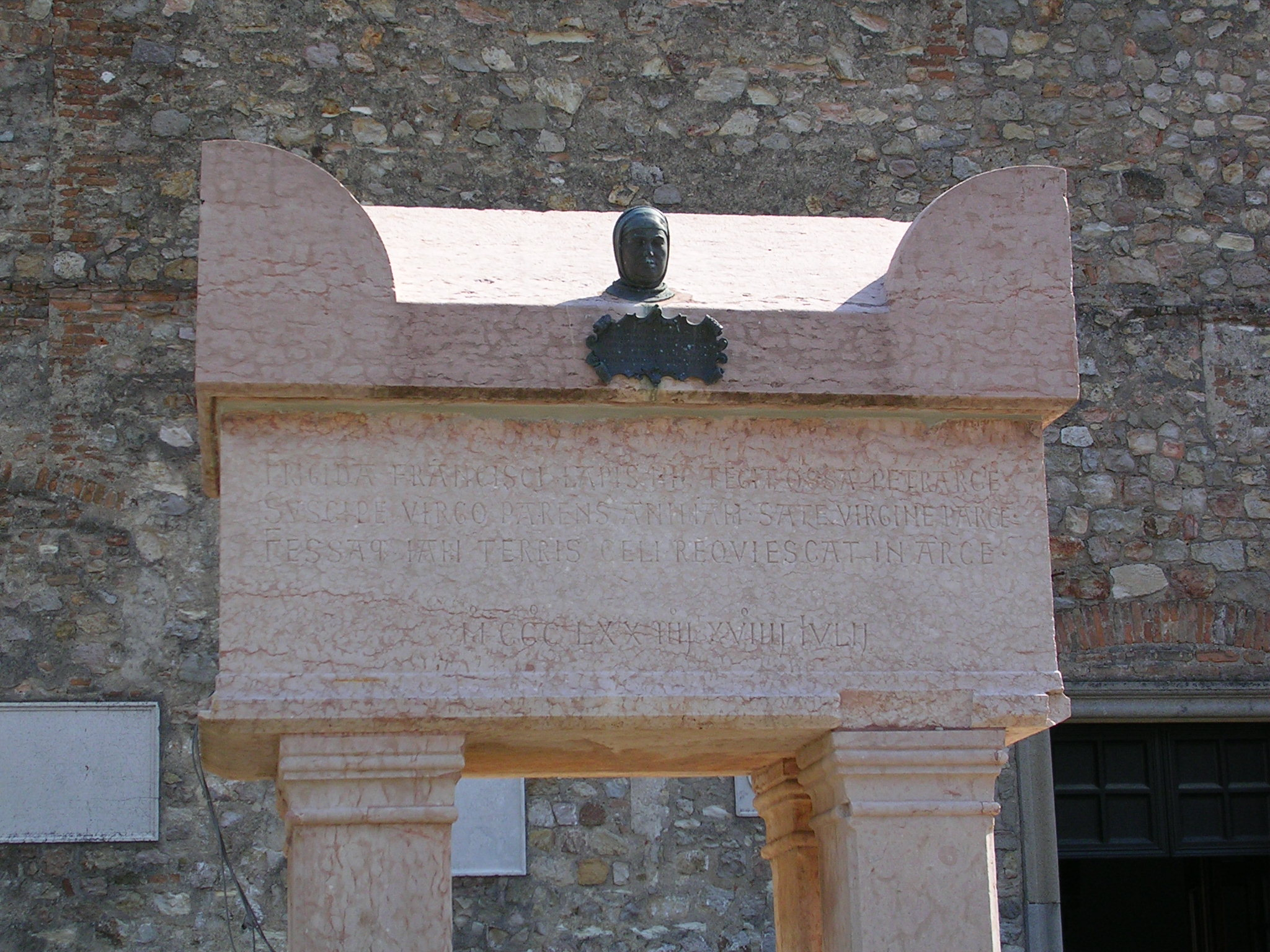
Sarcófago de Francesco Petrarca
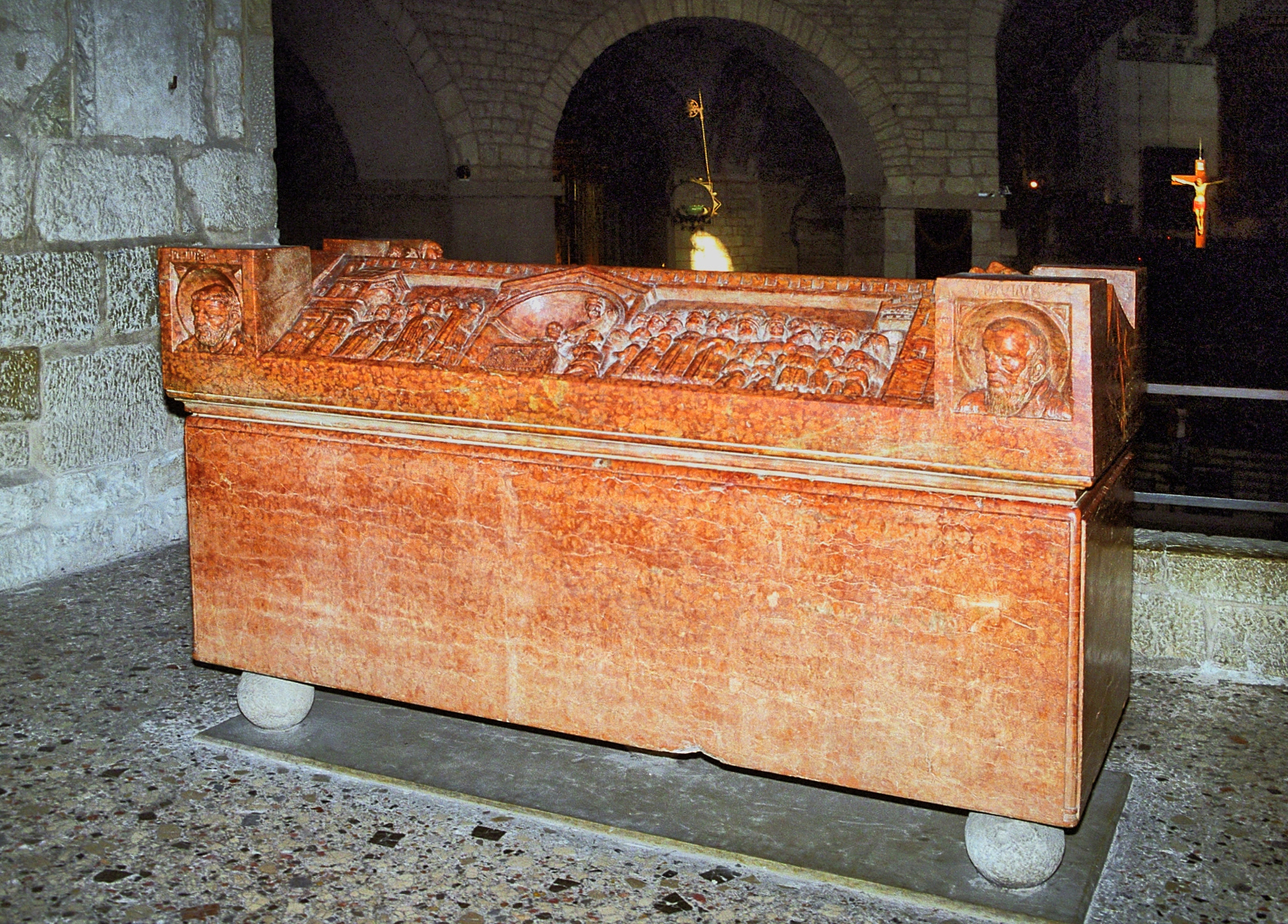
Sarcófago do bispo Berardo Maggi, Duomo Vecchio de Brescia
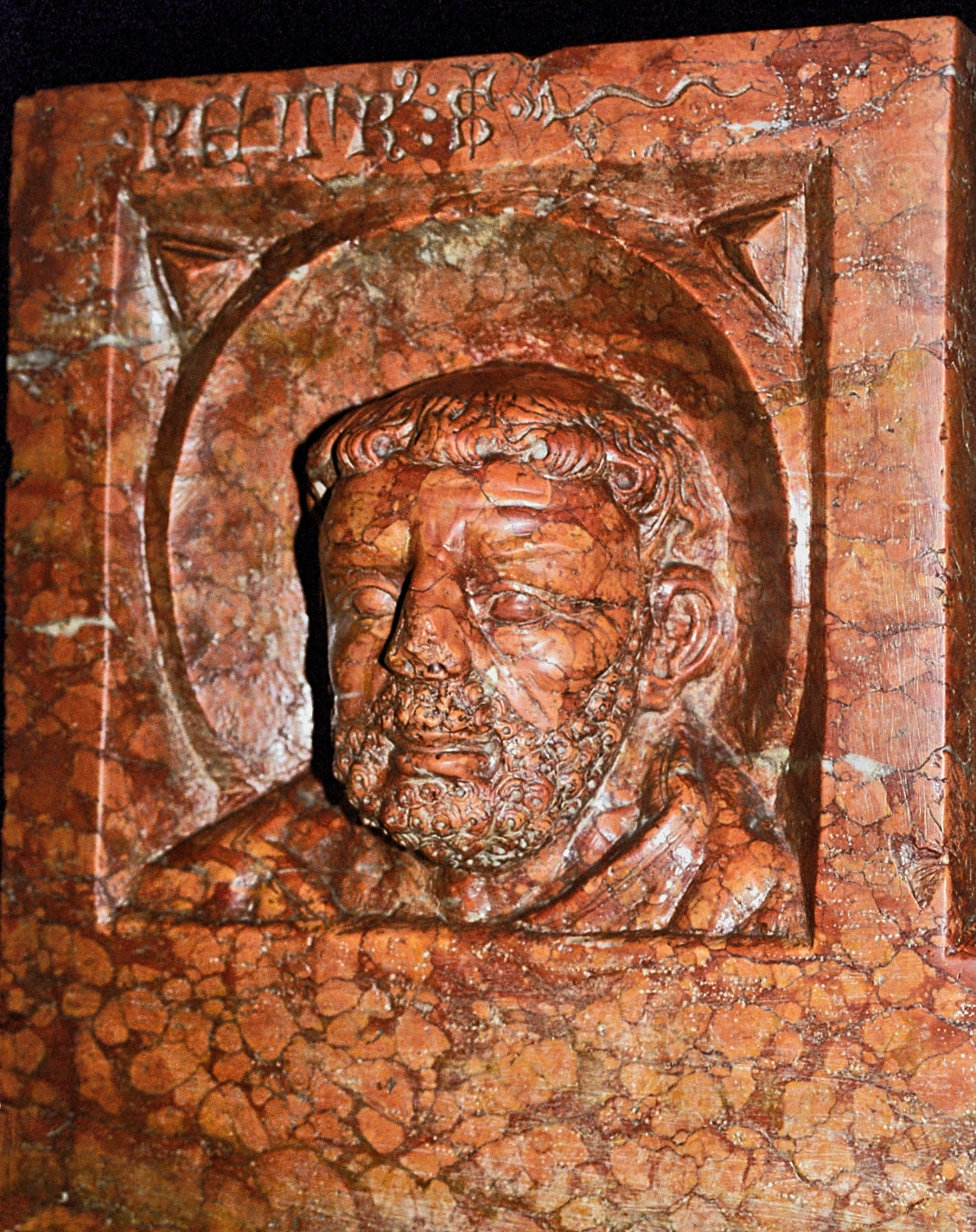
Pormenor do Sarcófago de Berardo Maggi: san Pedro